# Challenger de Saint-Brieuc 2017

El torneo Open Harmonie mutuelle 2017 fue un torneo profesional de tenis. Pertenece al ATP Challenger Series 2017. Se disputará su 14.ª edición sobre superficie dura bajo techo, en Saint-Brieuc, Francia entre el 28 de marzo al el 2 de abril de 2017.

## Jugadores participantes del cuadro de individuales
| Favorito | País                  | Jugador               | Rank1 | Posición en el torneo |
| -------- | --------------------- | --------------------- | ----- | --------------------- |
| 1        | Bandera de Austria    | Gerald Melzer         | 109   | Primera ronda         |
| 2        | Bandera de Ucrania    | Sergiy Stakhovsky     | 111   | Cuartos de final      |
| 3        | Bandera de Eslovaquia | Norbert Gombos        | 113   | Primera ronda         |
| 4        | Bandera de Eslovaquia | Lukáš Lacko           | 114   | Cuartos de final      |
| 5        | Bandera de Francia    | Quentin Halys         | 140   | Primera ronda         |
| 6        | Bandera de Francia    | Kenny de Schepper     | 144   | Segunda ronda         |
| 7        | Bandera de España     | Rubén Ramírez Hidalgo | 148   | Segunda ronda         |
| 8        | Bandera de Alemania   | Tobias Kamke          | 155   | FINAL                 |

- 1 Se ha tomado en cuenta el ranking del 20 de marzo de 2017.

### Otros participantes
Los siguientes jugadores recibieron una invitación (wild card), por lo tanto ingresan directamente al cuadro principal (WC):
- Rémi Boutillier
- Enzo Couacaud
- Evan Furness
- Corentin Moutet

Los siguientes jugadores ingresan al cuadro principal tras disputar el cuadro clasificatorio (Q):
- Egor Gerasimov
- David Guez
- Hugo Nys
- Oscar Otte

## Campeones

### Individual Masculino
- Egor Gerasimov derrotó en la final a  Tobias Kamke, 7–6(3), 7–6(5)

### Dobles Masculino
- Andre Begemann /  Frederik Nielsen derrotaron en la final a  David O'Hare /  Joe Salisbury, 6–3, 6–4